# Попутчики
«Попутчики» (англ. Going All the Way) — американский комедийно-драматический фильм 1997 года режиссёра Марка Пеллингтона, ставший его дебютом в большом кино. Премьера фильма состоялась 22 января 1997 года на кинофестивале «Сандэнс» в США, в ограниченный же прокат фильм вышел ― 19 сентября 1997 года.
Фильм является экранизацией одноимённого автобиографического романа 1970 года писателя Дэна Уэйкфилда, который также выступил и сценаристом на проекте.

## Сюжет
Возвращаясь с Корейской войны домой в Индианаполис, двое молодых парней оказываются в одном поезде. До войны их ничего не связывало кроме родного города, абсолютно разные: тихоня, одиночка Уилард «Сонни»  Барнс и душа любой компании, ловелас, спортсмен Том «Ганнэр» Кассельман.  Это случайная встреча таких разных на первый взгляд людей положила начало крепкой мужской дружбе, которая будет связывать их долгие годы.

## В ролях
| Актёр            | Роль                    |
| ---------------- | ----------------------- |
| Джереми Дэвис    | Уилард «Сонни» Барнс    |
| Бен Аффлек       | Том «Ганнэр» Кассельман |
| Эми Локейн       | Бадди Портер            |
| Рэйчел Вайс      | Марти Пилчер            |
| Роуз Макгоуэн    | Гейл Энн Тейер          |
| Джилл Клейберг   | Альма                   |
| Лесли Энн Уоррен | Нина                    |
| Ник Офферман     | Уилкс                   |